# 伏見博孝
伏見 博孝（ふしみ ひろたか、1932年〈昭和7年〉7月31日 - 1991年〈平成3年〉2月17日）は、日本の華族（伯爵）。

## 生涯
華頂博信侯爵（1926年に臣籍降下）の第2男子として、1932年に生まれる。その後、伏見博英伯爵（1936年に臣籍降下）の養子となり、博英の戦没後には、伏見伯爵家の家督を継ぐ。博孝に子女はなく、家督は博英の四女・佳子の夫である伏見和夫が婿養子として継いだ。そのため、この系統の男系は途切れている。